# (41279) Trentman
(41279) Trentman (1999 XD95) – planetoida z pasa głównego asteroid okrążająca Słońce w ciągu 5,37 lat w średniej odległości 3,07 j.a. Odkryta 8 grudnia 1999 roku.